# Silvio de Sousa
Silvio de Sousa (Luanda, 7 ottobre 1998) è un cestista angolano.
Ala grande-centro di 206 cm, ha vestito la maglia della Nazionale dell'Angola al Mondiale 2023 e giocato nella massima serie francese con Roanne e greca con l'AEK Atene.

## Carriera

### High school e università
Ha iniziato la sua carriera liceale negli Stati Uniti nella Montverde Academy, con futuri giocatori professionisti come Simisola Shittu ed E.J. Montgomery. Allenato da coach Kevin Boyle, diventò tra i migliori prospetti del Paese. Per il terzo anno scelse insieme ai suoi genitori di trasferirsi alla IMG Academy, dove riuscì ad avere un minutaggio superiore che nella precedente high school.
Si è diplomato anticipatamente a dicembre 2017 e ha scelto l'Università del Kansas. Nel primo anno con i Jayhawks ha avuto medie di 4 punti e 3.7 rimbalzi, approdando alle Final four del Torneo di pallacanestro maschile NCAA Division I 2018, perdendo però in semifinale con i futuri campioni NCAA dei Villanova Wildcats.
Nel suo secondo anno, un'indagine della NCAA mise a rischio la sua presenza in squadra: l'accusa fu che de Sousa avesse ricevuto un compenso per poter approdare ai Jayhawks, violando così lo status di giocatore amatoriale necessario per giocare a livello universitario. A causa di quest'indagine perse tutta la seconda stagione, dimostrando solo a maggio 2019 la sua innocenza vincendo il ricorso. Nel terzo anno, una rissa a gennaio 2020 scatenata da un suo duro contatto di gioco mise fine alla stagione di de Sousa: infatti una sospensione disciplinare del suo stesso ateneo prolungò quella di 12 partite imposta dalla NCAA.
Dopo aver preso un anno sabbatico, nel 2021 si trasferì all'Università del Tennessee a Chattanooga per il suo ultimo anno.

### Europa
Nell'estate del 2022 firma per Roanne chiudendo con medie di 8.9 punti e 4.9 rimbalzi. A fine giugno 2023 firma in Grecia con l'AEK Atene.

### Nazionale
Con l'Angola ha disputato i Campionati africani del 2017 e il Mondiale 2023.
Inoltre, con le nazionali giovanili ha giocato i mondiali Under-17 del 2014 e il Mondiale Under-19 2017.